# Chiesa di Nostra Signora e dei Martiri inglesi
La Chiesa di Nostra Signora dell'Assunzione e dei Martiri inglesi, nota anche come Chiesa di Nostra Signora e dei Martiri inglesi, è una chiesa parrocchiale cattolica situata a Cambridge (Inghilterra). La chiesa è dedicata alla Madonna dell'Assunzione ed ai Quaranta martiri d'Inghilterra e Galles. È una delle chiese cattoliche più grandi del Regno Unito.

## Storia
La prima chiesa cattolica post-riforma, la Chiesa cattolica di Sant'Andrea, fu aperta a Cambridge nel 1843; rimase per oltre quarant'anni l'unica cappella disponibile per i cattolici a Cambridge.

Nel 1885 i lavori di costruzione della nuova chiesa, finanziati da donazioni private, furono intrapresi da Rattee e Kett, seguendo i progetti degli architetti Archibald Matthias Dunn e Edward Joseph Hansom. La prima pietra fu posata nel giugno 1887. La costruzione di una nuova chiesa cattolica su un sito così importante, così come l'intitolazione ai Quaranta martiri di Inghilterra e Galles causò molte polemiche tra gli anglicani locali e i membri dell'Università. I lavori terminarono nel 1890. La chiesa fu consacrata l'8 ottobre dello stesso anno. Alla prima Messa parteciparono tutti i vescovi cattolici di Inghilterra e Galles (ad eccezione del cardinale Henry Edward Manning e del vescovo Herbert Vaughan).
Negli anni successivi la chiesa vide un importante aumento del numero di cattolici nella parrocchia. Ciò fu in parte dovuto alla stima di cui godevano padre Robert Benson, come predicatore, e il parroco, monsignor Scott. Nel 1921 la chiesa ospitò il Congresso biblico, il più grande congresso cattolico che si tenne a Cambridge dalla Riforma inglese. Tra il 1922 e il 1946 la chiesa fu utilizzata per i Corsi estivi in Studi cattolici dell'Università di Cambridge.

## Architettura
L'edificio, una delle più grandi chiese cattoliche del Regno Unito, è progettato in stile neogotico e segue il tradizionale impianto cruciforme. Presenta un'abside poligonale. Per la costruzione sono stati utilizzati tre tipi di pietre: Casterton per la fondazione, Ancaster per il basamento, Combe Down per le parti rimanenti. L'interno è costruito in pietra di Bath, marmo Plymouth e pietra Newbiggin. La guglia, la più alta di Cambridge, raggiunge i 65 m ed è visibile ad una distanza di diversi km.

Per uniformare il santuario alle direttive liturgiche derivanti dal Concilio Vaticano II, la sua progettazione e riordinazione è stata fatta da Gerard Goalen di Harlow. Il 7 aprile 1973, Charles Grant, vescovo di Northampton, ha consacrato il nuovo altare maggiore.
Sul campanile sono posizionate otto campane accordate diatonicamente; vi è anche una nona campana utilizzata per l'Angelus. Tutte le campane furono fuse nel 1895 da John Taylor & Co di Loughborough.
La campana più pesante (in Inghilterra chiamata «tenore») pesa 1,6 tonnellate e si ritiene che sia la più grande della contea di Cambridge.
I rintocchi che scandiscono ogni quarto d'ora, fatti da Potts of Leeds, sono basati sul canto Alleluia della veglia di Pasqua.

## Interno
All'interno è conservata una statua in quercia della Vergine con Bambino risalente alla metà del XVI secolo. Le sue dimensioni sono la metà delle dimensioni naturali. Si dice che la statua sia stata scoperta all'Emmanuel College (sempre a Cambridge) nel 1850, ed è presumibilmente la stessa statua che Thomas Cromwell ordinò che fosse rimossa il 30 agosto 1538. Un'epigrafe sotto la statua recita: «This ancient statue of Our Lady was formerly in the Dominican priory which occupied the site of Emmanuel College» (Questa antica statua della Madonna era precedentemente nel priorato domenicano che occupava il sito dell'Emmanuel College).

Le vetrate raffigurano, tra l'altro, i College dell'Università di Cambridge e scene della vita dei martiri inglesi, in particolare san John Fisher (1469-1535), fatto decapitare con l'accusa di lesa maestà da Enrico VIII per la sua opposizione all'annullamento del matrimonio con Caterina d'Aragona.

## Coro e organo
Il Coro di Nostra Signora e dei Martiri inglesi comprende ex allievi delle corali universitarie locali. Un secondo coro, la Schola Cantorum, canta quasi esclusivamente in latino, ed esegue brani polifonici e di canto gregoriano nella Messa solenne latina, che si celebra settimanalmente.

L'organo fu costruito nel 1890 da Abbott e Smith secondo le specifiche del compositore Charles Villiers Stanford. Lo strumento è stato restaurato nel 2002 da Nicholson & Co Ltd.

## Galleria d'immagini

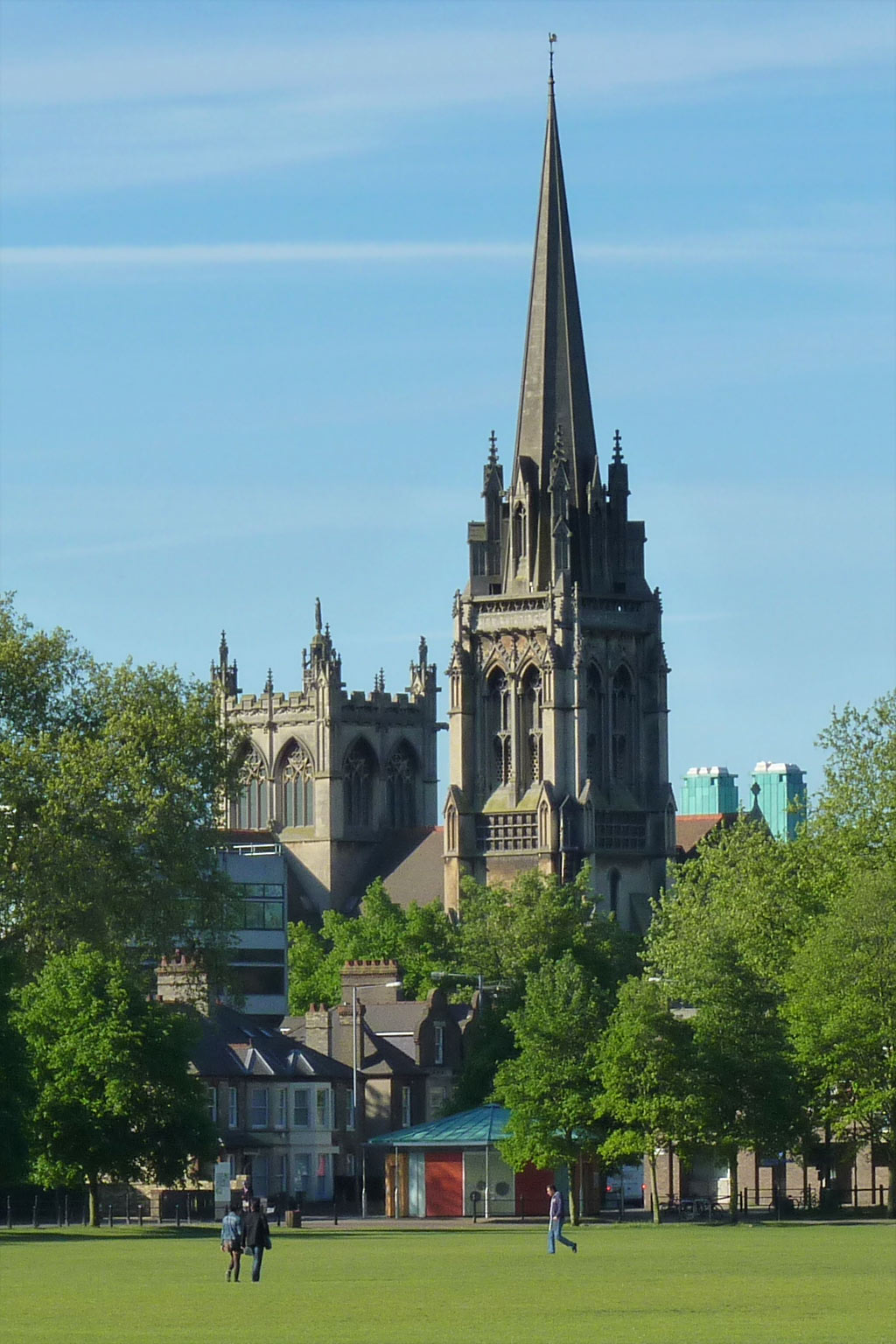
La chiesa vista da Parker's Piece.
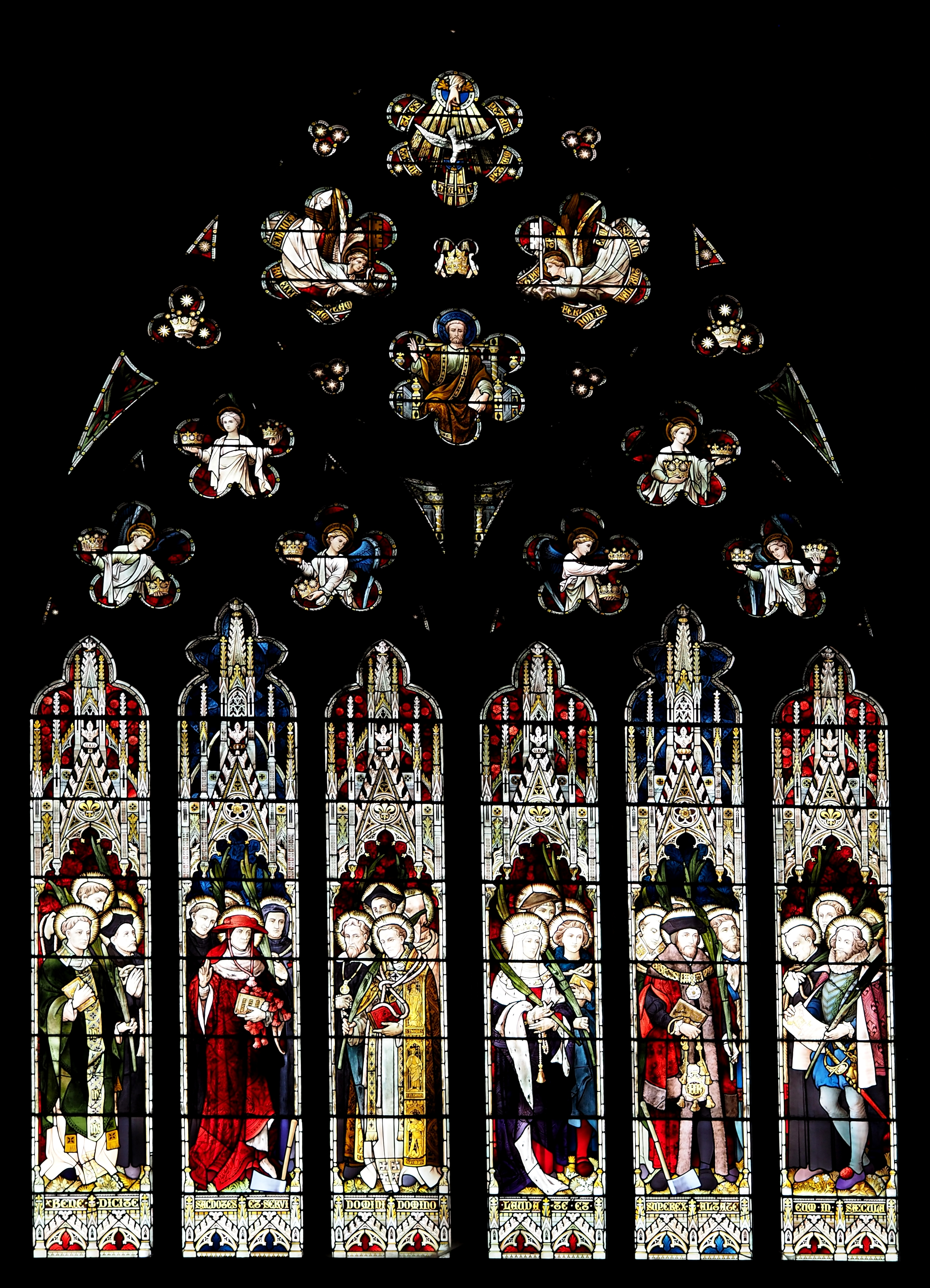
Vetrata del lato ovest.
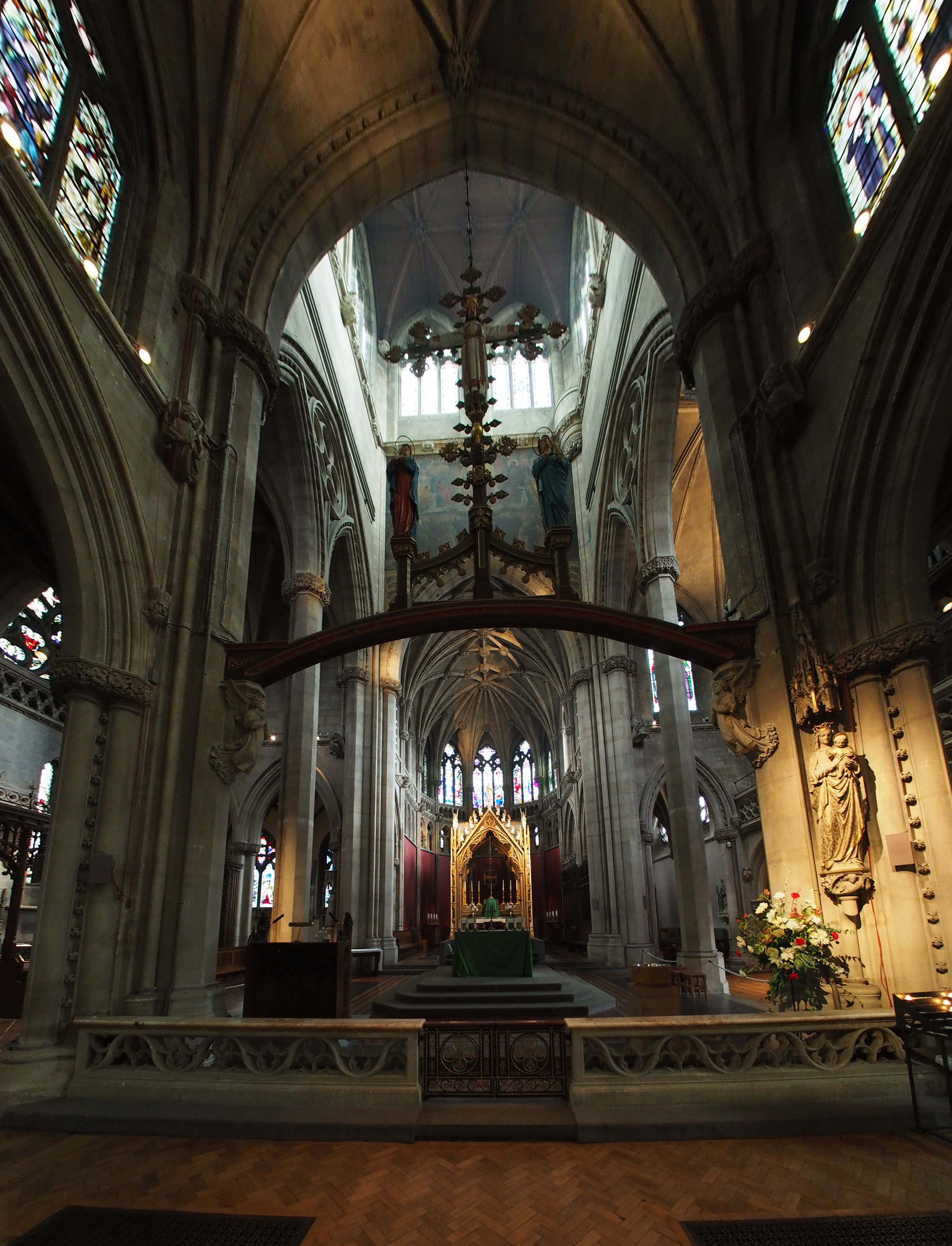
Altare con l'immagine della Beata Vergine.
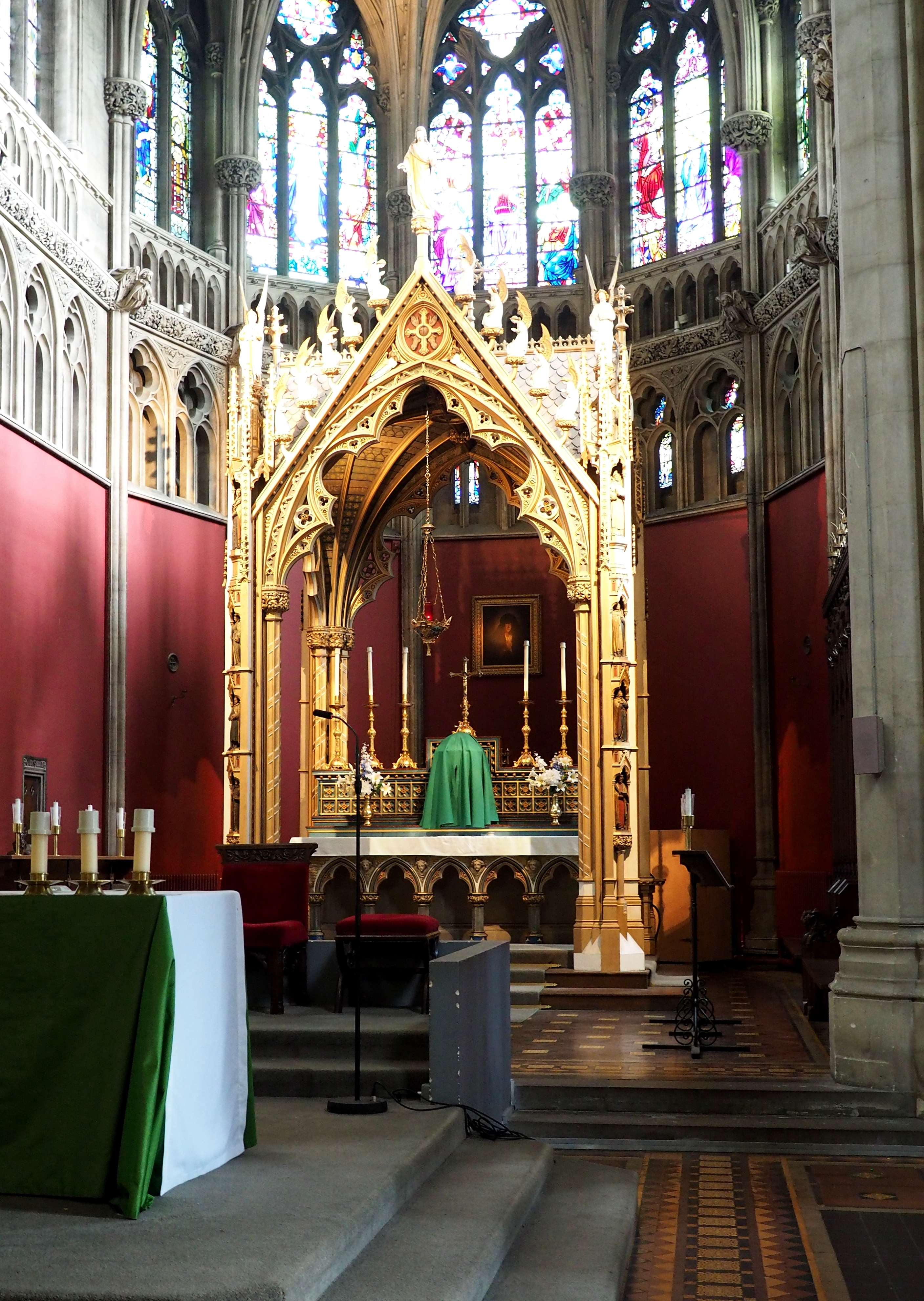
L'altare maggiore; sopra di esso il ciborio.
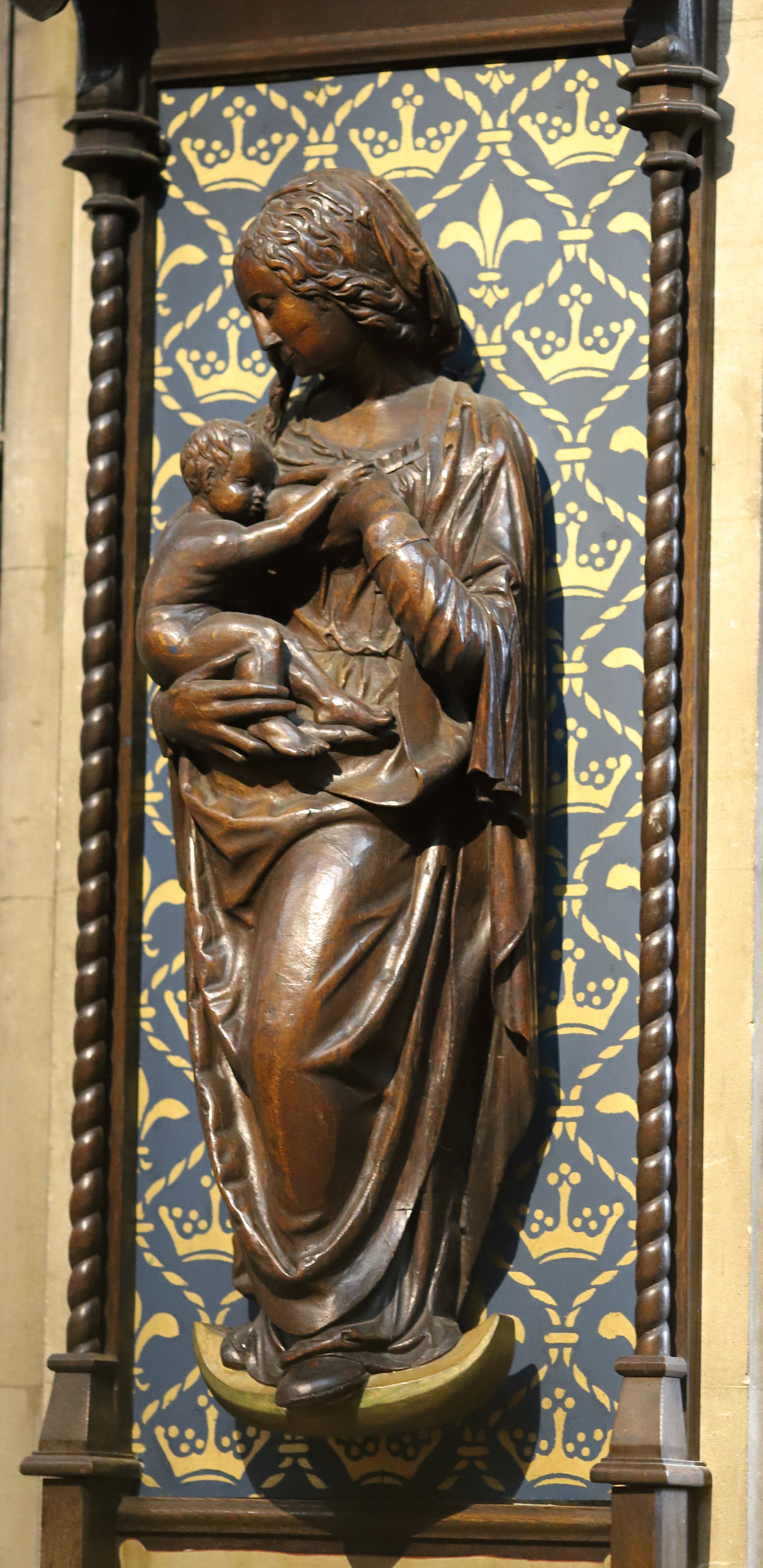
La statua lignea del XVI secolo della Madre di Dio.
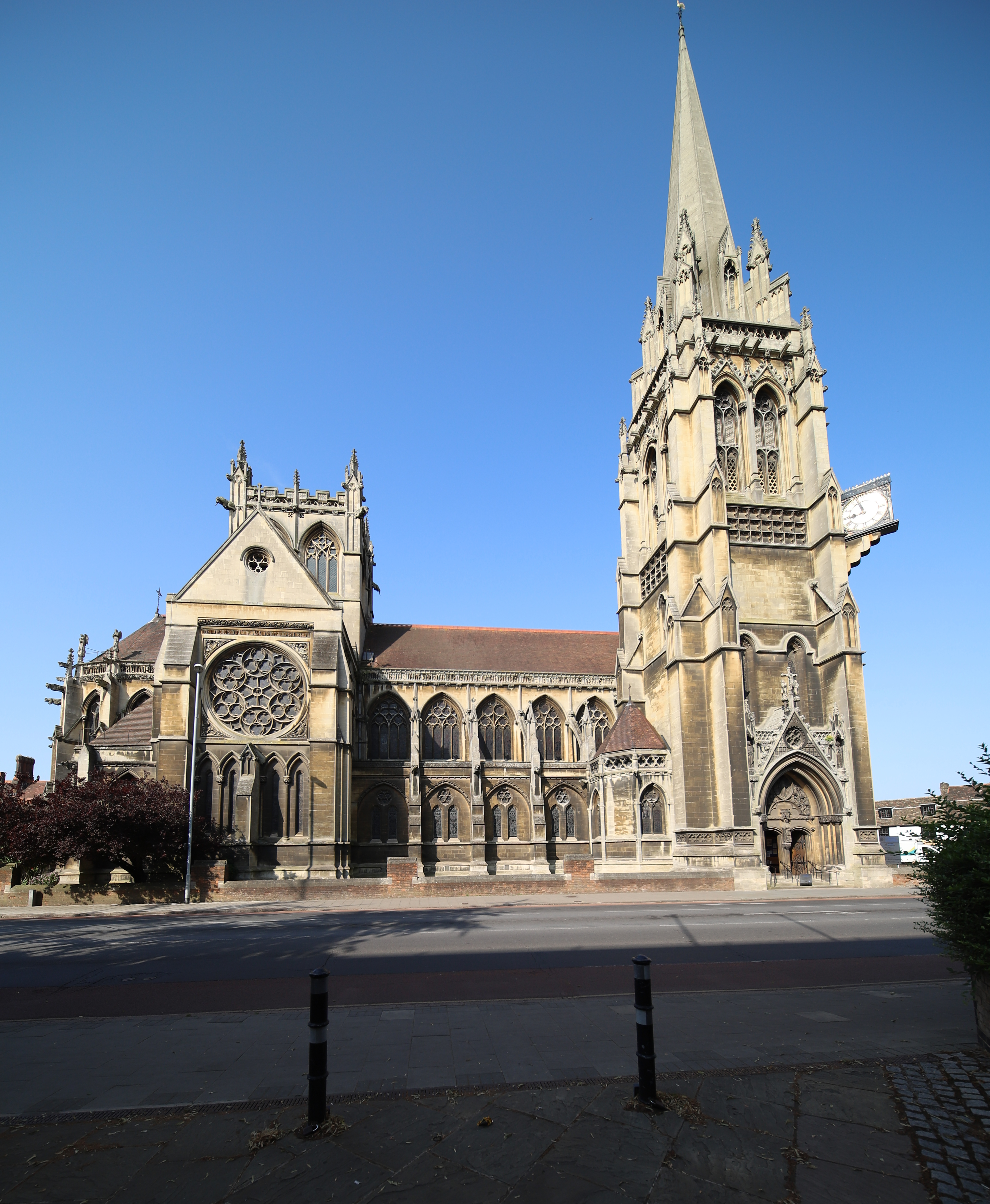
La fiancata est della chiesa.